# 米歇尔 (男性名)
米歇尔（Michel），或译米切尔、米榭、米歇、米高，是一个男性名。这个名字在法语（这也是米歇尔这个名字的）、德语（中古高地德語）、荷兰语和南非荷兰语中特别常见。在这些例子中，米歇尔这个名字相当于英语人名迈克尔（英語：Michael），并是捷克语人名米海尔（捷克語：Michal）的变体。

## 以米歇尔为名的人
- 米歇尔·阿弗拉克（阿拉伯语：ميشيل عفلق，1910年—1989年），叙利亚人，阿拉伯复兴社会主义创始人
- 米歇尔·奥恩（阿拉伯语：ميشال نعيم عون，1935年—），黎巴嫩军人及政治人物
- 米歇尔·乔托迪亚（法語：Michel Djotodia，1949年—），中非政治和军事人物
- 米歇尔·福柯（法語：Michel Foucault，1926年—1984年)，法国哲学家、历史学家和社会学家
- （1963年—），法国编剧和导演
- 米歇尔·昂利（法語：Michel Henry，1922年—2002年），法国哲学家和小说家
- 米歇尔·韦勒贝克（法語：Michel Houellebecq，1958年—），法国作家
- （1946年—），法国拜占庭学家
- （1932年—2019年），法国音乐作曲家、编曲家、指挥家和钢琴家
- 米歇尔·内伊（法語：Michel Ney，1769年—1815年），法国革命战争和拿破仑战争期间的法国军人和军事指挥官
- 米歇尔·德·诺特雷达姆（法語：Michel de Nostredame，1503年—1566年），法国占星家、医生和著名预言家
- 米歇尔·普拉蒂尼（法語：Michel Platiniborn，1955年—），法国足球经理和球员，欧洲足球协会联盟主席
- 米歇尔·罗卡尔（法語：Michel Rocard，1930年—2016年），法国政治人物
- 迈克尔·乔治斯·萨辛（阿拉伯语：ميشال جورج ساسين，1927年—2014年），黎巴嫩政治人物
- 米歇尔·苏莱曼（阿拉伯语：ميشال سليمان，1948年—），黎巴嫩武装部队司令
- 米歇爾·泰洛 (葡萄牙語：Michel Teló，1981年—），巴西歌手
- 米歇爾·特梅爾（葡萄牙語：Michel Temer，1940年—），巴西政治人物，前任巴西总统

### 中间名
- （1960年—1988年），美国艺术家
- 让-米歇尔·雅尔（法語：Jean-Michel Jarre，1948年—），法国作曲家、演奏家和音乐制作人

## 虚构角色
- 德意志米歇爾，德国的拟人化形象
- 米歇尔·杰勒德（英语：Michel Gerard），美国喜剧剧情剧集《吉爾莫女孩》人物
- 米歇尔·艾席尔·维潘·德·卡贝尔，2006年动画《玻璃艦隊》人物